# Bastutjärnen (Anundsjö socken, Ångermanland)
Bastutjärnen är en sjö i Örnsköldsviks kommun i Ångermanland och ingår i Moälvens huvudavrinningsområde.